# Kicking & Screaming
Kicking & Screaming je čtvrté sólové studiové album kanadského heavy metalového zpěváka Sebastiana Bacha. Album poprvé vyšlo 21. září 2011 v Japonsku, následně 23. září v Evropě a Austrálii a 27. září v Severní Americe. Autorem obalu je Richard Villa.

## Seznam skladeb
| Pořadí         | Název                      | Délka |
| -------------- | -------------------------- | ----- |
| 1.             | Kicking & Screaming        | 3:17  |
| 2.             | My Own Worst Enemy         | 3:44  |
| 3.             | Tunnel Vision              | 3:49  |
| 4.             | Dance on Your Grave        | 3:28  |
| 5.             | Caught in a Dream          | 3:39  |
| 6.             | As Long As I Got The Music | 3:37  |
| 7.             | I'm Alive                  | 4:21  |
| 8.             | Dirty Power                | 3:05  |
| 9.             | Live the Life              | 3:50  |
| 10.            | Dream Forever              | 4:14  |
| 11.            | One Good Reason            | 4:41  |
| 12.            | Lost in the Light          | 4:28  |
| 13.            | Wishin'                    | 4:57  |
| Celková délka: | Celková délka:             | 51:18 |

## Sestava
- Sebastian Bach - zpěv, kravský zvon
- John 5 - kytara
- Nick Sterling - baskytara, kytara
- Bobby Jarzombek - bicí